# Antoine Rossignol

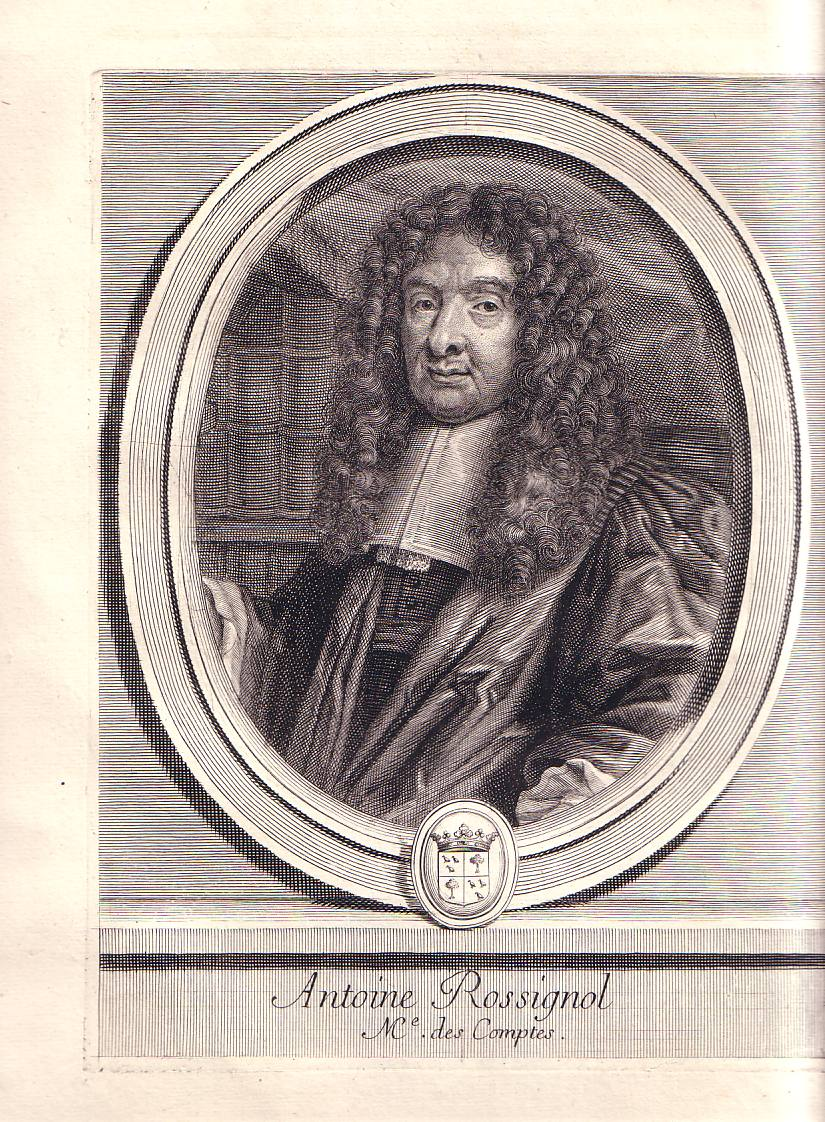
Antoine Rossignol (aus der Porträtserie von Charles Perrault: Les Hommes illustres qui ont paru en France pendant ce Siècle, Paris, 1696; deutsch: „Die berühmten Männer, die in diesem Jahrhundert in Frankreich erschienen“)

Antoine Rossignol (* 1600 in Albi; † Dezember 1682 in Juvisy) war ein französischer Kryptologe.

## Leben

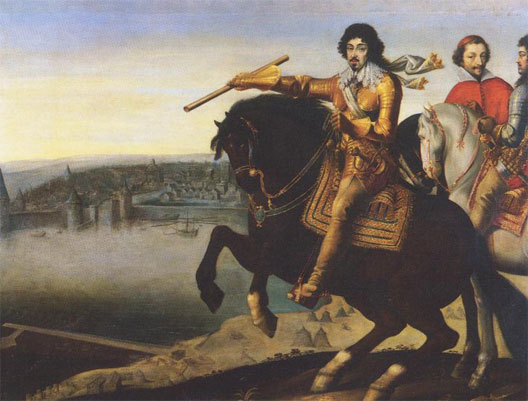
Ludwig XIII. und Kardinal Richelieu vor La Rochelle

Antoine wurde im Jahr 1600 in der südfranzösischen Stadt Albi geboren, studierte Mathematik und begann, sich speziell für die Kryptologie zu interessieren. Im Jahr 1626, im Alter von 26 Jahren, hatte er eine seiner ersten Begegnungen mit angewandter Kryptoanalytik. Fürst Henri II. aus dem Hause der Bourbonen belagerte zu dieser Zeit die in Südfrankreich liegende hugenottische Stadt Réalmont. Die Belagerer konnten eine verschlüsselte Botschaft abfangen, die aus der Stadt herausgeschmuggelt werden sollte. Antoine gelang es in kurzer Zeit, die hugenottische Chiffre zu brechen und die Botschaft zu entziffern. Daraus ging hervor, dass die Stadt nicht mehr zu halten war, da die Vorräte  erschöpft waren, und die Alliierten dringend um Hilfe gebeten wurden. Am nächsten Tag präsentierten die Belagerer dem Stadtkommandanten von Réalmont den Klartext der entzifferten Botschaft und erreichten damit seine sofortige Aufgabe und die Übergabe der Stadt.
Dieser Erfolg brachte Antoine Rossignol die Anerkennung und die Aufmerksamkeit höchster Kreise, insbesondere auch des Kardinal Richelieu, dem Ersten Minister des damaligen französischen Königs Ludwig XIII., der die Wichtigkeit zuverlässiger Verschlüsselungen genau erkannt hatte.
Rossignol konnte zwei Jahre später bei der Belagerung von La Rochelle im Jahr 1628 seine kryptanalytischen Erfolge gegen die Hugenotten wiederholen. Ihm gelang es aber nicht nur, gegnerische Verschlüsselungen zu brechen, sondern er verbesserte auch die kryptographische Sicherheit der eigenen Methoden, wie beispielsweise der verwendeten Nomenklatoren, indem er darauf bestand, statt der damals noch üblichen einteiligen Nomenklatoren unbedingt zweiteilige zu verwenden.
Später entwickelte Antoine zusammen mit seinem Sohn, Bonaventure Rossignol, im Cabinet noir (deutsch: Schwarze Kammer) des Königs die „Große Chiffre“, einen besonderen Nomenklator, der lange Zeit als „unbrechbar“ galt. Antoine Rossignol starb im Dezember 1682 im Alter von 82 Jahren dort, wo er auch gewirkt hatte, in seinem Gutsschloss in Juvisy-sur-Orge, knapp 20 Kilometer südlich von Paris.